# Säbysjön, Småland
Säbysjön är en sjö i Tranås kommun i Småland och ingår i Motala ströms huvudavrinningsområde. Sjön är 5 meter djup, har en yta på 2,99 kvadratkilometer och befinner sig 158 meter över havet. Sjön avvattnas av vattendraget Svartån som passerar Säbysjön på sin väg till Sommen.
Vid sjöns västra sida ligger kyrkbyn Säby med Säby kyrka som är från 1100-talet.
Säbysjön hade tidigare betydligt större yta och Säby kyrka låg då på en halvö i sjön. På 1820-talet började arbeten med att valla in områden i Svartådalgången och att leda vatten i kanaler vid sidan om Svartån. Mölarps kvarn vid sjöns utlopp revs och å-fåran där fördjupades. 1843 genomgrävdes Haga Holme vid Stora Mölarp och ån vid Hjälmaryd fördjupades, varvid Säbysjöns nivå kunde sänkas ytterligare 90 centimeter. 1908-1909 genomfördes en ny sänkning där Säbyåns lopp från Stalpet i Aneby socken till Skämma kvarn fick en ny djupare fåra för att kunna tappa sjön, som sänktes med ytterligare cirka 1,5 meter. Totalt innebar sänkningsföretagen en sänkning av sjöns yta med omkring 2,5 meter.

## Fisk
Vid provfiske har ett stort antal fiskarter fångats, bland annat abborre, braxen, gers, gädda, gös, mört och sutare . Säbysjöns fiskkevårdsområdes förening arbetar aktivt med att utveckla sjöns fiske för bland annat turism. Man söker återställa Sommens storörings möjligheter att överleva genetiskt genom att skapa möjligheter för öringen att återbesätta sina gamla lekplatser med bygge av fisktrappa, omlöp samt sänkning av Vriggebodammen ett par kilometer nedströms. 

## Delavrinningsområde
Säbysjön ingår i delavrinningsområde (643080-144812) som SMHI kallar för Utloppet av Säbysjön. Delavrinningsområdets medelhöjd är 190 meter över havet och ytan är 14,66 kvadratkilometer. Räknas de 44 delavrinningsområdena uppströms in blir den ackumulerade arean 797,93 kvadratkilometer.
Svartån som avvattnar delavrinningsområdet har biflödesordning 2, vilket innebär vattnet flödar genom totalt 2 vattendrag innan det når havet efter 171 kilometer. Delavrinningsområdet består mestadels av blandskog (37 %) med stor andel gran, öppen mark (10 %) och jordbruk (30 %). Avrinningsområdet har 2,98 kvadratkilometer vattenytor vilket ger det en sjöprocent på 20,3 %.

## Fisk
Vid provfiske har följande fiskarter fångats i sjön:
- Abborre
- Braxen
- Gärs
- Gädda
- Gös
- Karpfisk, art obestämd
- Löja
- Mört
- Sarv
- Sutare